# Paepalanthus longivaginatus
Paepalanthus longivaginatus är en gräsväxtart som beskrevs av Tissot-sq. Paepalanthus longivaginatus ingår i släktet Paepalanthus och familjen Eriocaulaceae.
Artens utbredningsområde är Peru. Inga underarter finns listade i Catalogue of Life.